# José Zorrilla
Pour les articles homonymes, voir Zorrilla.

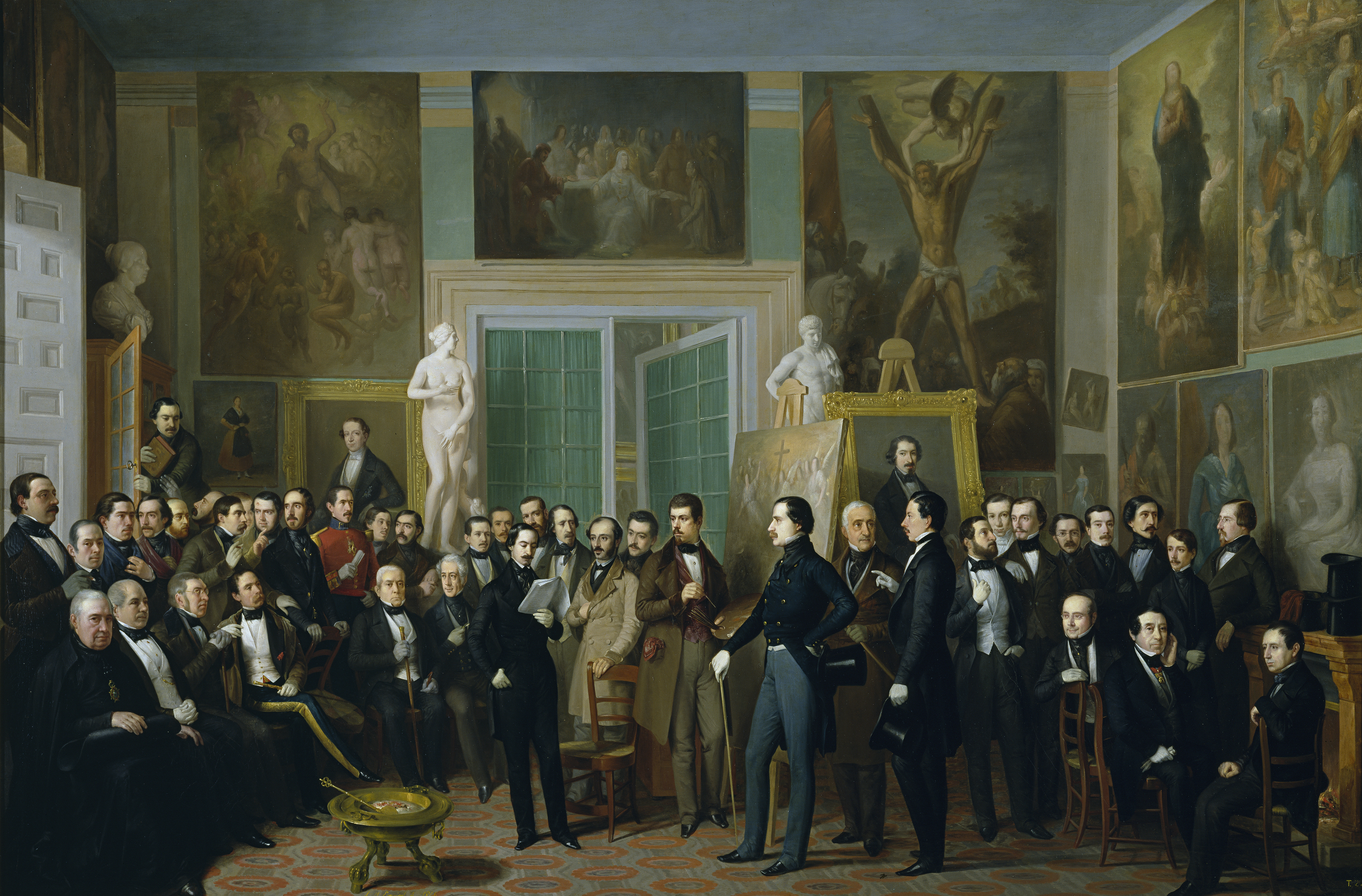
José Zorrilla représenté dans La Réunion des poètes d'Antonio María Esquivel (1846).

José Zorrilla y Moral, né à Valladolid le 21 février 1817 et mort à Madrid, 23 janvier 1893  est un écrivain, et poète ainsi que l'un des principaux dramaturges espagnols du XIXe siècle.

## Biographie
Zorrilla publie des poèmes dans de nombreuses revues, dont El Artista (1835), El Espanol (1840), La Risa, El Pasatiempo (1845), El Museo Universal (1866), La Ilustración Española y Americana (1877-1878), La Revista contemporanea (1878), El Imparcial (1880, 1893), La Illustracion Iberica (1883), El Ateneo (1889), El Liberal (1889, 1892, 1893).    
Il écrit pour la revue culturelle Museo de las Familias (1843-1870), et réalise même quelques illustrations en se faisant passer pour un artiste italien.
Il a été reconnu[pas clair] en 1837 pour la lecture d'un poème pendant les funérailles de Larra[réf. nécessaire].

## Thématique et esthétique
Dans sa compilation sur Zorrilla de 1925, Narciso Alonso Cortés réunit un très grand nombre de poèmes de l'auteur classique qui ne font pas partie des anthologies mais plutôt éparses dans plusieurs publications éphémères. Cortés, tout en notant certaines longueurs et maladresses, fait ressortir la très grande qualité de l'écriture du poète espagnol, sa tension rythmique et imaginative, une œuvre représentant son pays et son siècle. 

## Œuvres principales
- 1840 - Los Cantos del Trovador
- Granada (1852)
- El puñal del godo (1843)
- Don Juan Tenorio (1844) (Edición facsímil)
- La Calentura (1847)
- Traidor, inconfeso y mártir (1849)

## Adaptations

### Au cinéma
- 1908 : Don Juan Tenorio, film espagnol réalisé par Ricardo de Baños et Alberto Marro